# Ligne Kintetsu Toba
La ligne Kintetsu Toba (近鉄鳥羽線, Kintetsu Toba-sen) est une ligne ferroviaire du réseau Kintetsu située dans la préfecture de Mie au Japon. Elle relie la gare d'Ujiyamada à Ise à la gare de Toba à Toba. La ligne est le prolongement de la ligne Kintetsu Yamada.

## Histoire
La ligne a été construite entre 1968 et 1970 pour faire la jonction entre la ligne Kintetsu Yamada et la ligne Kintetsu Shima. Elle est inaugurée le 1er mars 1970.

## Caractéristiques

### Ligne
- Ecartement : 1 435 mm
- Alimentation : 1 500 V par caténaire

### Interconnexion
À Ujiyamada, les trains continuent vers la ligne Kintetsu Yamada. À Toba, la plupart des trains continuent sur la ligne Kintetsu Shima.

### Liste des gares
La ligne comporte 5 gares numérotées de M74 à M78.
| Numéro | Gare       | Nom japonais | Distance depuis Ujiyamada (km) | Correspondances                                      | Localisation | Localisation      |
| ------ | ---------- | ------------ | ------------------------------ | ---------------------------------------------------- | ------------ | ----------------- |
| M74    | Ujiyamada  | 宇治山田     | 0                              | Kintetsu : Yamada (interconnexion)                   | Ise          | Préfecture de Mie |
| M75    | Isuzugawa  | 五十鈴川     | 1,9                            |                                                      | Ise          | Préfecture de Mie |
| M76    | Asama (ja) | 朝熊         | 4,9                            |                                                      | Ise          | Préfecture de Mie |
| M77    | Ikenoura   | 池の浦       | 10,6                           |                                                      | Toba         | Préfecture de Mie |
| M78    | Toba       | 鳥羽         | 13,2                           | Kintetsu : Shima (interconnexion) JR Central : Sangū | Toba         | Préfecture de Mie |